# Hammam Debagh
Hammam Debagh (arabisch حمام دباغ) ist eine algerische Stadt in der Provinz Guelma mit 16.391 Einwohnern. (Stand: 1998)

## Geographie
Hammam Debagh wird umgeben von Hammam Maskhoutine im Osten und von Bou Hamdane im Westen.